# Universe (jeu vidéo, 1994)
Pour le jeu de 1983 d'Omnitrend Software, voir Universe (jeu vidéo, 1983).
Universe est un jeu vidéo d'aventure en pointer-et-cliquer développé et édité par Core Design, sorti en 1994 sur DOS, Amiga et Amiga CD32. Il s'agit du deuxième jeu d'aventure de Core Design après Curse of Enchantia.

## Accueil
- Amiga Computing : 85 %[1]
- Amiga Format : 38 %[2]
- CU Amiga : 87 %[3]